# Épinay-Champlâtreux
Épinay-Champlâtreux és un municipi francès, situat al departament de Val-d'Oise i a la regió d'Illa de França. L'any 2007 tenia 67 habitants.
Forma part del cantó de Fosses, del districte de Sarcelles i de la Comunitat de comunes Carnelle Pays-de-France.

## Demografia

### Població
El 2007 la població de fet d'Épinay-Champlâtreux era de 67 persones. Hi havia 20 famílies, de les quals 8 eren unipersonals (4 homes vivint sols i 4 dones vivint soles), 8 parelles sense fills i 4 parelles amb fills.
La població ha evolucionat segons el següent gràfic:
Habitants censats

### Habitatges
Tots els 25 habitatges que hi havia el 2007 eren l'habitatge principal de la família. 19 eren cases i 7 eren apartaments. Dels 25 habitatges principals, 8 estaven ocupats pels seus propietaris, 5 estaven llogats i ocupats pels llogaters i 13 estaven cedits a títol gratuït; 3 tenien dues cambres, 6 en tenien tres, 3 en tenien quatre i 14 en tenien cinc o més. 15 habitatges disposaven pel capbaix d'una plaça de pàrquing. A 8 habitatges hi havia un automòbil i a 14 n'hi havia dos o més.

### Piràmide de població
La piràmide de població per edats i sexe el 2009 era:
| Homes | Edats   | Dones |
| ----- | ------- | ----- |
| 0     | 95 o +  | 0     |
| 4     | 90 a 94 | 0     |
| 0     | 85 a 89 | 0     |
| 0     | 80 a 84 | 4     |
| 0     | 75 a 79 | 0     |
| 0     | 70 a 74 | 0     |
| 0     | 65 a 69 | 0     |
| 4     | 60 a 64 | 4     |
| 4     | 55 a 59 | 0     |
| 8     | 50 a 54 | 4     |
| 4     | 45 a 49 | 0     |
| 0     | 40 a 44 | 4     |
| 0     | 35 a 39 | 0     |
| 0     | 30 a 34 | 0     |
| 0     | 25 a 29 | 4     |
| 0     | 20 a 24 | 0     |
| 4     | 15 a 19 | 0     |
| 0     | 10 a 14 | 0     |
| 0     | 5 a 9   | 0     |
| 0     | 0 a 4   | 0     |

## Economia
El 2007 la població en edat de treballar era de 47 persones, 34 eren actives i 13 eren inactives. De les 34 persones actives 32 estaven ocupades (16 homes i 16 dones) i 2 estaven aturades (1 home i 1 dona). De les 13 persones inactives 4 estaven jubilades, 1 estava estudiant i 8 estaven classificades com a «altres inactius».
Activitats econòmiques
Dels 5 establiments que hi havia el 2007, 2 eren d'empreses de comerç i reparació d'automòbils, 2 d'empreses immobiliàries i 1 d'una empresa classificada com a «altres activitats de serveis».

## Poblacions més properes
El següent diagrama mostra les poblacions més properes.